# Deon van der Walt
Deon van der Walt (28. Juli 1958 in Kapstadt, Südafrika – 29. November 2005 bei Paarl) war ein südafrikanischer Opernsänger (lyrischer Tenor), der seit 1988 seinen ersten Wohnsitz in der Schweiz hatte.

## Leben
Deon van der Walt studierte an der Stellenbosch University, noch als Student gab er sein Debüt an der Cape Town Opera als Jacquino in Fidelio. Er zählte zu den bedeutendsten lyrischen Tenören. Vor allem als Rossini- und Mozart-Interpret erlangte er Weltruhm. Er wirkte an den größten Opernhäusern und Konzerthäusern der Welt.
- Mailänder Scala
- Hamburger Staatsoper
- Wiener Staatsoper
- Bayerische Staatsoper in München
- Deutsche Oper Berlin
- Liceu in Barcelona
- Metropolitan Opera in New York
- Opernhaus Zürich
- Musikverein in Wien.

Zusätzlich sang er bei vielen internationalen Festivals, beispielsweise bei den Salzburger Festspielen, wo er Belmonte in Mozarts Die Entführung aus dem Serail unter Horst Stein, Ferrando in Così fan tutte unter Riccardo Muti und Tamino in Die Zauberflöte unter Sir Georg Solti und Bernard Haitink sang.
Der Opernsänger wurde im Alter von 47 Jahren bei einem Familiendrama getötet. Auf dem von der Familie betriebenen südafrikanischen Weingut nördlich von Kapstadt war es zu einem heftigen Streit gekommen, in dessen Verlauf der 78-jährige Vater seinen Sohn erschoss. Anschließend richtete der Vater die Waffe gegen sich selbst. Vorausgegangen waren Streitigkeiten über die Führung des Weinguts.
Deon van der Walt hatte bereits im Jahre zuvor seinen Vater der Geschäftsführung enthoben.